# Ručne bombe
Ručne bombe su eksplozivna sredstva koja se bacaju rukom iz zaklona ili se s veće daljine ispaljuju pomoću adaptera. Ubojito djelovanje bombe je do 12 metara, a ranjavajuće od 25-30 metara, ovisno o konfiguraciji terena.

## Dijelovi
Glavni dijelovi ručne bombe su:

1. tijelo bombe (taj dio se rasprsne prilikom eksplozije TNT-a, pucaju po šavovima i nastaju krhotine koje imaju popularan naziv "geleri")
2. eksplozivno punjenje
3. upaljač (detonator)

Upaljač je vremenskog tipa i ima usporenje od 3-4 do 5-6 sekundi.
Njapoznatije su M75, popularno nazvana "kinder jaje" i ručna bomba M69.

## Vanjske poveznice
|  | Zajednički poslužitelj ima još gradiva o temi Ručne bombe |